# Pomnik Jana Olszewskiego w Warszawie
Pomnik Jana Olszewskiego – monument znajdujący się przy Alejach Ujazdowskich w Warszawie upamiętniający Jana Olszewskiego.

## Historia
Krótko po śmierci Jana Olszewskiego w lutym 2019, Rada Warszawy jednomyślnie poparła wniosek radnego PiS Filipa Frąckowiaka o upamiętnienie Jana Olszewskiego pomnikiem „przy jednej z głównych ulic lub placów Warszawy”. 
4 czerwca 2019, w 27. rocznicę upadku rządu Jana Olszewskiego, odbyła się uroczystość odsłonięcia i poświęcenia kamienia węgielnego pod pomnik Jana Olszewskiego przed gmachem Kancelarii Prezesa Rady Ministrów w Alejach Ujazdowskich. W uroczystości wzięli udział przedstawiciele władz państwowych, w tym premier Mateusz Morawiecki, który dokonał odsłonięcia kamienia węgielnego, a także wicepremier Piotr Gliński, wiceminister Jarosław Sellin, prezes Trybunału Konstytucyjnego Julia Przyłębska, prezes PiS Jarosław Kaczyński, przewodniczący Komitetu Honorowego Budowy Pomnika Antoni Macierewicz oraz członkowie rodziny Jana Olszewskiego. Poświęcenia kamienia węgielnego dokonał spokrewniony z Janem Olszewskim biskup Michał Janocha
Pomnik odsłonięto 21 grudnia 2022 w obecności premiera RP Mateusza Morawieckiego, marszałek Sejmu Elżbiety Witek, marszałka seniora Antoniego Macierewicza, szefa Kancelarii Sejmu Agnieszki Kaczmarskiej, członków gabinetu premiera Olszewskiego oraz przedstawicieli parlamentu i rodziny. Prezydenta RP reprezentował szef jego gabinetu Paweł Szrot.  